# Euploea distincta
Euploea distincta är en fjärilsart som beskrevs av Otto Staudinger 1889. Euploea distincta ingår i släktet Euploea och familjen praktfjärilar. Inga underarter finns listade i Catalogue of Life.